# Societatea pentru Cultura și Literatura Română în Bucovina
La 1 mai 1862, la Cernăuți, în condițiile revenirii la un regim constituțional în Imperiul Habsburgic, un grup de boieri și intelectuali în frunte cu frații Gheorghe și Alexandru Hurmuzachi (Alecu), sprijiniți de preoțimea românească a Bucovinei, au înființat „Reuniunea Română pentru Leptură în Cernăuți”. Reuniunea avea să-și schimbe denumirea în Societatea pentru Literatura și Cultura Română în Bucovina în 1865, pentru a deveni, începând din 1869, Societatea pentru Cultura și Literatura Română în Bucovina (SCLRB), nume sub care s-a reactivat în martie 1990. Potrivit unui protocol încheiat în 1990, membrii Societății pentru Cultura Românească „Mihai Eminescu” din Cernăuți au fost considerați ca făcând parte din Societatea pentru Cultura și Literatura Română în Bucovina.
În toată perioada stăpânirii austriece, între 1862 și 1918, numărul membrilor Societății a variat, în general, între 150 - 250 persoane. Aproape toți profesorii români ai Universității din Cernăuți și boierii bucovineni au fost înscriși în Societate. Societatea a publicat revista Foaea Societății pentru Literatura și Cultura Română în Bucovina. Inclusiv primul rector al Universității, Constantin Tomașciuc,  fost membru marcant al Societății.

## Apartenența la Societate
Spre sfârșitul perioadei interbelice, din SCLRB făceau parte aproximativ 800 de reprezentanți ai comunității românești bucovinene. Uneori, apartenența la Societate era cauzată de legături de rudenie. Familii întregi făceau parte în secolul al XIX-lea din vechea asociație bucovineană: Hurmuzachi, Vasilco, Țurcan, Morariu, Siretean, Iliuț, Isopescu ș.a. Fiii și nepoții își urmau părinții și bunicii ca membri în organizația fanion a comunității românești din Bucovina.
Până în anul 1944, întâlnim în rândurile Societății persoane din toate zonele Bucovinei, însă cei mai mulți proveneau din zona nordică a provinciei, din locurile în care procesele de deznaționalizare au fost mai intense și mai acute. Acolo se înregistrează și primii țărani care intră în cadrul Societății pentru Cultură și își achită cotizațiile. Achitarea cotizațiilor anuale era obligatorie și nu se admiteau amânări de pe un an pe altul. În ultimele două decenii ale stăpânirii habsburgice, unii membri ai Societății dobândeau statutul de membri activi, caz în care erau scutiți de obligația achitării unei taxe sau cotizații, în schimbul unei prestații corespunzătoare în muncă. În astfel de situații îi întâlnim pe Dimitrie Onciul, Atanasie Pridie, George Brăileanu, Constantin Morariu, Gherasim Buliga etc.
O caracteristică importantă a activismului național-cultural în cei peste 150 de ani de istorie a comunității românești din Bucovina este faptul că o persoană făcea parte, în același timp, din mai multe asociații ale societății civile (excepție făceau asociațiile studențești). Prin urmare, mulți dintre membrii Societății pentru Cultură se regăsesc și în evidențele altor organizații cum erau Școala Română, Armonia, Societatea Doamnelor Române etc. Reprezentanții mai multor familii boierești din Bucovina au susținut societatea (ex: Ioan Zotta, Victor Stârcea etc.).

## Activități în cadrul Societății
La discursul inaugural din 1862, Alexandru Hurmuzachi (Alecu) arată că rostul Societății este cultural, dar mai ales național românesc, respectiv a se pune la îndemâna românilor aflați dincolo de granițele țării o bibliotecă cu sală de lectură , cu cărți, reviste și ziare în limba română. De fapt, majoritatea revistelor și ziarelor veneau din România. Printre finanțatorii Societății se afla și Baronul Alexandru Petrino, singurul român care a ajuns Ministru al Agriculturii al Imperiului Austriac.
În cadrul Societății se ducea o viață de grup distinctă, apreciată de oamenii acelor vremuri. Petrecerile, în special balurile, dar și reprezentațiile teatral-muzicale erau foarte frecventate și apreciate. De la o manifestare la alta creștea nivelul artistic al acestora, apelându-se de fiecare dată la persoane bine pregătite pentru regizarea și realizarea spectacolelor. Profesioniști și amatori în domeniul artelor își aduc contribuții, care nu erau retribuite: Eugen Maximovici, profesor de desen și pictor făcea fundaluri de scenă, Grigore Pantazi regiza spectacole și pregătea „tablouri vivante”, Atanasie Mitric (1901 - 1944), actor la Teatrul Național din Cernăuți pregătea recitatori etc. Cu prilejul acestor evenimente, dar și la nunți sau cumetrii, membrii asociațiilor organizau colecte în favoarea celor nevoiași.
Fiecare asociație ocupa un segment specific de activitate, se adresa unui anumit public și rezolva o categorie specifică de probleme. Deosebit de importante erau societățile academice, adevărate școli ale civismului și democrației în cadrul comunității românești bucovinene. Se mobilizau forțe importante pentru realizarea subscripțiilor publice și pentru acțiuni caritabile. SCLRB cerea societăților academice să organizeze conferințe în partea nordică a Bucovinei, în satele înstrăinate. Pentru a încuraja astfel de acțiuni, se plătea conferențiarului-student câte 10 coroane pentru fiecare prelegere publică susținută.
Începând cu anul școlar 1896-1897, Societatea deschide la Cernăuți Internatul de Băieți Români (înființat și pe baza a numeroase donații), cu o capacitate de 250 de locuri, care va funcționa până la al doilea război mondial
Societatea cultiva memoria celor dispăruți. Se organizau manifestări comemorative grandioase (pentru Aron Pumnul, Vasile Alecsandri, Eudoxiu Hurmuzachi etc. În anul 1888 Societatea ridică în Cimitirul central din Cernăuți un impunător monument funerar la mormântul lui Aron Pumnul, unul dintre ctitorii SCLRB. Societatea pentru Cultură și Literatură își mobiliza forțele pentru acțiuni din cele mai diverse. Era o mândrie din partea oamenilor înscriși în Societate să participe la manifestările acesteia. În perioada interbelică, în egală măsură, erau prezenți la muncă pe șantierul arheologic de la Mahala sau la audițiile organizate de secțiile din sate (cu aparate radio special cumpărate de SCLRB).
Din anul 2021, președintele Societății este profesorul universitar dr. Liviu-George Maha, secretar-general este publicista Mălina Anițoaei. La conducere se mai află trei vicepreșediți: prof.dr Marian Olaru, prof.dr. Corvin Bejenariu și medicul Adrian Nicolae Popescu. Sediul Central al Societății se află în Rădăuți, județul Suceava.